# Brasenia schreberi
Brasenia schreberi là một loài thực vật có hoa thuộc họ Cabombaceae. Chúng phân bố rộng ở Bắc Mỹ, Tây Ấn, miền bắc Nam Mỹ (Venezuela, Guyana), miền đông châu Á (Trung Quốc, Nhật Bản, Triều Tiên, Primorye), Úc, Tiểu lục địa Ấn Độ, vài phần của châu Phi.
Brasenia schreberi là thực vật thủy sinh sống lâu năm với lá hình khiên, nổi trên mặt nước và có thân rễ. Lá màu lục tươi, hoa tím nhỏ nở từ tháng sáu tới tháng chín, và một lớp chất nhầy phủ gần như toàn bộ phần dưới nước, gồm mặt dưới lá, thân rễ và búp hoa. Chất nhầy có thể dùng để tự vệ trước động vật ăn thực vật, như ốc. Nó mọc ở sông và hồ nước nông, đặc biệt là ở vùng nước hơi có tính axít.